# Atraco FC
Atraco FC – rwandyjski klub piłkarski z siedzibą mieście Kigali, stolicy kraju, działający w latach 2002–2011, grający niegdyś w Primus League. W swojej historii wywalczył mistrzostwo kraju i Puchar Rwandy.

## Sukcesy
- I liga[1]:
  - mistrzostwo (1): 2008

- Puchar Rwandy[2]:
  - zwycięstwo (1): 2009.

- Klubowy Puchar CECAFA[3]:
  - zwycięstwo (1): 2009.

## Występy w afrykańskich pucharach
| Sezon | Rozgrywki           | Runda   | Kraj    | Klub                 | Dom | Wyjazd | Dwumecz       |
| ----- | ------------------- | ------- | ------- | -------------------- | --- | ------ | ------------- |
| 2007  | Puchar Konfederacji | wstępna | Burundi | Prince Louis FC      | 3–0 | 0–0    | 3–0           |
| 2007  | Puchar Konfederacji | 1       | Etiopia | Defence Force SC     | 2–0 | 0–1    | 2–1           |
| 2007  | Puchar Konfederacji | 2       | Tunezja | EGS Gafsa            | 2–2 | 1–1    | 3–3           |
| 2009  | Liga Mistrzów       | wstępna | Sudan   | Al-Merreikh Omdurman | 0–0 | 1–2    | 1–2           |
| 2010  | Puchar Konfederacji | wstępna | Sudan   | Alamal SC Atbara     | 2–0 | 0–2    | 2–2 (k. 9–10) |

## Stadion
Domowe mecze klub rozgrywał na stadionie o nazwie Kigali Pelé Stadium w Kigali, który mógł pomieścić 20 tys. widzów.